# 董同龢
董同龢（1911年10月12日—1963年6月18日），中国近代音韵学家。生於雲南昆明，祖籍江蘇武進縣。

## 生平
1932年考入國立清华大学中文系。从王力学音韵学，听课笔记被整理成王力《汉语音韵学》，毕业论文《切韵指掌图的几个问题》。1937年考入中央研究院历史语言研究所语言组，和周祖谟同寝。1939年李方桂回国，从李方桂学音韵学。1940年史语所迁四川李庄。1942年尝试做上古音韵表，1944年冬《上古音韵表稿》四川李庄石印出版。1949年隨史語所遷往台灣，兼任國立臺灣大學中文系教授。1954年應哈佛燕京學社之邀赴美國哈佛大學擔任兩年訪問學人，1956年赴日本京都大學短期訪問，1959年赴美國任華盛頓大學客座教授一年。1963年逝世。

## 學術成就

### 專著
- 《上古音韻表稿》
- 《中國語音史》
- 《湖北方言調查報告》（與趙元任等合撰）
- 《漢語音韻學》

### 譯著
- 《高本漢詩經注釋》

### 身后整理出版專著
- 《鄒語研究》
- 《語言學大綱》
- 《漢語音韻學》（即《中國語音史》完整原稿）
- 《記台灣的一種閩南話》（與趙榮琅、藍亞秀合著）
- 《董同龢先生語言學論文選集》（丁邦新編）
- 《四個閩南方言》(廈門語、晉江語、龍溪語、揭揚語)

## 外部連結
- 記臺灣的一種閩南話《語言暨語言學》LANGUAGE AND LINGUISTICS （页面存档备份，存于）